# Hochkönig
Hochkönig (w nieoficjalnym tłumaczeniu: Wysoki Król) – masyw górski (nazywany również Hochkönigstock) i szczyt w Alpach Berchtesgadeńskich, części Alp Bawarskich. Leży w Austrii, w kraju związkowym Salzburg, przy granicy z Niemcami. Jego najwyższy szczyt jest najwyższym w całych Alpach Berchtesgadeńskich.
W masywie znajduje się trudna via ferrata – Königsjodler.
Szczyty masywu:
- Hochseiler 2793 m,
- Lammkopf 2844 m,
- Hochkönig 2941 m,
- Großer Bratschenkopf 2859 m,
- Kleiner Bratschenkopf 2684 m,
- Torsäule 2587 m,
- Schoberköpfe 2707 m,
- Floßkogel 2437 m,
- Eibleck 2354 m,
- Hohes Tenneck 2455 m.